# Håkan Stjernlöf
Håkan Stjernlöf, född 22 maj 1927 i Ljusdal, död 26 oktober 2002 i Ljusdal-Ramsjö församling, var en svensk politiker (moderat) och riksdagsledamot 1982–1988, invald för Gävleborgs läns valkrets. Stjernlöf var suppleant i arbetsmarknadsutskottet, kulturutskottet och lagutskottet.
Håkan Stjernlöf ägde ett boktryckeri i Ljusdal och var gift med konstnären Kjerstin Stjernlöf.